# Eleições gerais no Reino Unido em 1987
As eleições gerais no Reino Unido em 1987 foram realizadas a 11 de junho para eleger os 650 assentos para a Câmara dos Comuns do Reino Unido.
Após quatro anos de forte crescimento económico, com o desemprego e a inflação a caírem para os números mais em décadas, o Partido Conservador, liderado por Margaret Thatcher, obteve a sua terceira vitória eleitoral consecutiva, perdendo, apenas 21 parlamentares em relação a 1983, e, assim, conservando a sua maioria absoluta. Graças a um programa focado no forte crescimento económico e, também, apoiados por grande parte da imprensa britânica, além de beneficiaram com a forte divisão nos partidos de oposição, os conservadores mantiveram-se no poder, com muitos a questionarem quando que é que estes iriam perder o poder.
O Partido Trabalhista, liderado por Neil Kinnock, partiu para estas eleições com o principal objectivo de se afirmar, claramente, como o maior partido de oposição ao governo conservador, estatuto ameaçado pela aliança do Partido Liberal com o Partido Social Democrata em 1983. Com um programa moderado, desviando-se do radicalismo do seu anterior líder Michael Foot, os trabalhistas conseguiram recuperar votos e parlamentares, e, assim, confirmarem-se como o maior partido de oposição.
A aliança entre o Partido Liberal e o Partido Social Democrata, apesar de ter perdidos votos e parlamentares, voltou a obter mais de 20% dos votos, mas, devido ao sistema eleitoral, ficou-se pelos 22 parlamentares.
Margaret Thatcher, após as eleições, manteve-se como primeira-ministra do Reino Unido, mas, em 1990 viria a resignar do cargo, sendo substituída por John Major.

## Resultados Oficiais
| Partido                 | Partido                                | Partido                                | Votos      | %    | +/-      | Parlamentares | +/-     |
| ----------------------- | -------------------------------------- | -------------------------------------- | ---------- | ---- | -------- | ------------- | ------- |
|                         | Partido Conservador                    | Partido Conservador                    | 13 760 935 | 42,2 | 0,2      | 376 / 650     | 21      |
|                         | Partido Trabalhista                    | Partido Trabalhista                    | 10 029 270 | 30,8 | 3,2      | 229 / 650     | 20      |
|                         |                                        | Partido Liberal                        | 4 170 849  | 12,8 | 0,9      | 17 / 650      | Estável |
|                         | Partido Social Democrata               | 3 170 802                              | 9,8        | 1,7  | 5 / 650  | 1             |         |
| Aliança Liberal - SDP   | Aliança Liberal - SDP                  | 7 341 651                              | 22,6       | 2,8  | 22 / 650 | 1             |         |
|                         | Partido Nacional Escocês               | Partido Nacional Escocês               | 416 473    | 1,3  | 0,2      | 3 / 650       | 1       |
|                         | Partido Unionista do Ulster            | Partido Unionista do Ulster            | 276 230    | 0,8  | Estável  | 9 / 650       | 2       |
|                         | Partido Social Democrata e Trabalhista | Partido Social Democrata e Trabalhista | 154 067    | 0,5  | 0,1      | 3 / 650       | 2       |
|                         | Plaid Cymru                            | Plaid Cymru                            | 123 599    | 0,4  | Estável  | 3 / 650       | 1       |
|                         | Partido Unionista Democrático          | Partido Unionista Democrático          | 85 642     | 0,3  | 0,2      | 3 / 650       | Estável |
|                         | Sinn Féin                              | Sinn Féin                              | 83 389     | 0,3  | Estável  | 1 / 650       | Estável |
|                         | Partido Popular Unionista do Ulster    | Partido Popular Unionista do Ulster    | 18 420     | 0,1  | Estável  | 1 / 650       | Estável |
|                         | Outros                                 | Outros                                 | 240 528    | 0,7  |          | 0 / 650       |         |
| Total                   | Total                                  | Total                                  | 32 530 204 | 100  |          | 650 / 650     |         |
| Eleitorado/Participação | Eleitorado/Participação                | Eleitorado/Participação                | 43 200 802 | 75,3 | 2,6      |               |         |